# Cantó de Saumur-Nord
El cantó de Saumur-Nord és una antiga divisió administrativa francesa del departament de Maine i Loira, situat al districte de Saumur. Té 4 municipis i el cap es Saumur. Va existir de 1963 a 2015.

## Municipis
- Les Rosiers-sur-Loire
- Saint-Clément-des-Levées
- Saint-Martin-de-la-Place
- Saumur (part)

## Història
| Data d'elecció                           | Identitat            | Partit               | Qualitat |
| ---------------------------------------- | -------------------- | -------------------- | -------- |
| 1967-1973                                | René Briand          | radical, després MRG |          |
| 1973-1984                                | Lucien Gautier       | UDR, després RPR     |          |
| 1984-1992                                | Lucien Cousseau      | RPR                  |          |
| 1992-2004                                | Paul Boisnier        | RPR                  |          |
| 2004-2015                                | Jean-Michel Marchand | Verts, després PRG   |          |
| les dades anteriors no són pas conegudes |                      |                      |          |